# Gonypetella atrocephala
Gonypetella atrocephala es una especie de mantis de la familia Mantidae.

## Distribución geográfica
Se encuentra en Transvaal (Sudáfrica).